# Carlinhos Brown
Pour les articles homonymes, voir Brown.
Carlinhos Brown (pseudonyme de Antônio Carlos Santos de Freitas), né le 23 novembre 1962 à  Salvador de Bahia au  Brésil, est un chanteur, percussionniste, compositeur, producteur et animateur culturel brésilien. Il est le fondateur du groupe Timbalada.

## Biographie
Au début des années 1980, Carlinhos Brown devient un des musiciens les plus recherchés de Bahia (Brésil). En 1984, il joue dans le groupe Acordes Verdes, de Luiz Caldas. Il fut l'un des créateurs du style samba-reggae et, en 1985, il participe au disque Estrangeiro du groupe de Caetano Veloso. Il sera également percussionniste sur Joe le taxi de Vanessa Paradis (1986) 
Dans les années 1990, il crée le groupe Timbalada. Après le succès de Timbalada, il se lance en 1996 dans une carrière en solo et enregistre deux albums (Alfagamabetizado et Omelete Man).
En 2002, il rencontre un grand succès dans les radios brésiliennes en chantant avec Arnaldo Antunes et Marisa Monte dans l'album Tribalistas.
Carlinhos Brown a également participé à l'élaboration des percussions pour la piste Ratamahatta du groupe Sepultura.
En 2014, il chante avec Shakira La La La (Brésil 2014) pour la chanson de clôture de la coupe du monde.

## Discographie
- Inside Carlito Marrón (1995)
- Alfagamabetizado (1996)
- Omelete Man (1998)
- Bahia do Mundo, Mito e Verdade (2000)
- Para Sempre (2002)
- Tribalistas (CD e DVD) (2002)
- Carlinhos Brown é Carlito Marrón (2003)
- Candombless (2006)
- A Gente Ainda Não Sonhou (2007)
- Diminuto (2010)
- Adobró (2010)

## Filmographie

### Comme compositeur
- 2001 : O Casamento de Louise
- 2004 : El milagro de Candeal
- 2005 : Cidade Baixa
- 2011 : Capitães da Areia
- 2016 : Marathon (annoncé)

### Bande son
- 2000 : Laços de Família (série télévisée)
- 2001 : Porto dos Milagres (série télévisée)
- 2003 : Mulheres Apaixonadas (série télévisée)
- 2004 : Da Cor do Pecado (série télévisée)
- 2006 : Cobras & Lagartos(série télévisée)
- 2006 : Pé na Jaca (série télévisée)
- 2008 : Por Toda Minha Vida (série télévisée)
- 2009 : Som Brasil (série télévisée)
- 2009 : Viver a Vida (série télévisée)
- 2009 : Cama de Gato (série télévisée)
- 2009 : So You Think You Can Dance (série télévisée)
- 2010 : American Idol: The Search for a Superstar (série télévisée)
- 2010 : Ti Ti Ti (série télévisée)
- 2010 : Dancing with the Stars (série télévisée)
- 2010 : No me la puc treure del cap (série télévisée)
- 2012 : As Brasileiras (série télévisée)
- 2012 : Avenida Brasil (série télévisée)
- 2012 : Tu cara me suena (série télévisée)
- 2014 : Dreamland (série télévisée)
- 2014 : 2014 FIFA World Cup (série télévisée)
- 2012 : The Voice Brasil (série télévisée)
- 2014 : Cantoras do Brasil (série télévisée)